# 临湖镇 (涡阳县)
临湖镇，是中华人民共和国安徽省亳州市涡阳县下辖的一个乡镇级行政单位。

## 行政区划
临湖镇下辖以下地区：
临湖村、西于村、程老家村、宗圩村、崔庄村、邓井村、黄尧村、西桥村、李庄村、孙店村、王庄村、黄古同村、郭营村、孙营村、段营村、刘沟村、三堂村和林庄村。